# Bolo Moboka
Pour les articles homonymes, voir Bolo (homonymie).
Bolo Moboka est une localité du Cameroun située dans le département de la Meme et la Région du Sud-Ouest. Elle fait partie de la commune de Konye.

## Population
En 1953 on y a dénombré 104 personnes, puis 250 en 1966, principalement des Mbonge, du groupe Oroko.
Lors du recensement national de 2005, la localité comptait 1 051 habitants.